# Ferrovia Madrid-Valencia
La ferrovia Madrid-Valencia è una linea ferroviaria spagnola che unisce la capitale Madrid con Valencia, terza città del Paese. In seguito all'apertura nel 2010 della linea ad alta velocità Madrid-Levante, la linea è ora percorsa principalmente da treni regionali e suburbani.

## Storia
Le origini di questa linea risalgono alla costruzione della ferrovia Madrid-Aranjuez, ad opera del Marchese di Salamanca (che ne aveva ottenuto la concessione) e della "Sociedad del Ferrocarril de Madrid a Aranjuez", la nuova linea verrà inaugurata il 9 Febbraio 1851. A Madrid venne costruita una prima stazione di testa presso la Puerta de Atocha. Successivamente il marchese di Salamanca ottenne la concessione di prolungare la linea fino ad Almansa, iniziandone la costruzione nel 1852. Nel marzo 1855 il tratto tra Madrid e Alcázar de San Juan era già stato aperto al traffico, mentre nel dicembre 1856 la neonata società Compañía de los Ferrocarriles de Madrid a Zaragoza y Alicante (MZA) si fece carico dei lavori, completandoli l'anno seguente. Il 15 marzo 1858 poi fu completata la costruzione del segmento che collegava la linea principale con Alicante.
Nel frattempo a Valencia, su iniziativa dell'imprenditore José Campo Pérez, iniziarono i lavori della ferrovia che avrebbe collegato la capitale valenciana con la città di Xàtiva. Verrà inaugurata il 21 dicembre 1854. Nel 1859 la linea verrà prolungata fino ad Almansa. Questa ferrovia rimase sotto il controllo della Sociedad de los Ferrocarriles de Almansa a Valencia y Tarragona (AVT), anche se in seguito passò nelle mani della compagnia Norte. All'inizio degli anni '60 dell'Ottocento era quindi già operativo il collegamento ferroviario tra Madrid e Valencia.
Il collegamento tra le linee MZA e Norte è stato realizzato presso la stazione di La Encina, dove entrambe le compagnie avevano strutture, anche se inizialmente i collegamenti venivano effettuati dalla stazione di Almansa. La Encina costituiva anche il collegamento della linea generale con la diramazione che andava ad Alicante, inaugurata nel 1858.
Una volta completata la ferrovia, le aziende iniziarono a costruire nuovi collegamenti ferroviari. MZA iniziò la costruzione di una linea che da Alcázar de San Juan avrebbe collegato la Meseta con l'Andalusia, completata nel 1866 e che diventerà una delle linee ferroviarie più importanti della Spagna. Un'altra importante ferrovia costruita da MZA era la linea per Murcia e Cartagena. Il completamento di questa infrastruttura rese la stazione di Chinchilla una delle più importanti della rete. La compagnia "Norte" costruirà invece una diramazione che collegherà Alcoy a Xàtiva e che sarà aperta al traffico nel 1904.

## Servizi
La linea è utilizzata in parte dalla linea C-3 della Cercanías di Madrid e dalla C-3 della Cercanías di Valencia.